# ドン・レヴィー
ドン・レヴィー OBE （Donald George "Don" Revie 、1927年7月10日 - 1989年5月26日）は、イングランドの元サッカー選手、サッカー指導者。リーズ・ユナイテッド監督時代の輝かしい栄誉を称えられ、エランド・ロードには彼の銅像が鎮座している。

## 経歴
1927年7月10日、イングランド中部のミドルスブラで生まれる。選手時代にはセンターフォワードを務め、マンチェスター・シティ在籍時の1955-56シーズンにFAカップ優勝に貢献しFWA年間最優秀選手賞を受賞した。またイングランド代表としても1954年から1955年の間に国際Aマッチ6試合に出場し4得点を記録した。
1961年、当時フットボールリーグ2部のリーズ・ユナイテッドの選手兼任監督に就任。のちに伝説的選手となるビリー・ブレムナー、ノーマン・ハンター、ジャッキー・チャールトンといった選手を育て1964年に1部昇格に導くと、リーグ優勝2回（1969年、1974年）、準優勝5回（1965年、1966年、1970年、1971年、1972年）、FAカップ優勝1回（1972年）、準優勝4回（1965年、1970年、1973年）、フットボールリーグカップ優勝1回（1968年）、国際大会においてもUEFAチャンピオンズカップ準優勝1回（1975年）、UEFAカップウィナーズカップ準優勝1回（1973年）、インターシティーズ・フェアーズカップ（UEFAカップの前身）優勝2回（1968年、1971年）、準優勝1回（1967年）などの結果を残した。
レヴィーは13年間の任期の間にリーズに数多くのタイトルをもたらすと、これらの実績によりイングランド年間最優秀監督を2度受賞（1969年、1970年）、1973年には大英帝国勲章が贈られた。
1974年にイングランド代表監督に就任。初采配となった同年10月30日のUEFA欧州選手権1976予選、ホームでのチェコスロバキア戦を3-0で勝利を収めたが、翌1975年10月30日、アウェーでのチェコスロバキア戦で敗れ予選ラウンドで敗退。1976年からのワールドカップ・アルゼンチン大会予選でも苦戦を続けると、1977年7月11日に監督を辞任した。
その後は故国を離れ、中東の代表チームやクラブの監督を歴任した。晩年は運動ニューロン病を患い1989年5月26日に死去した。61歳没。彼の死後の2004年にイングランドサッカー殿堂入りを果たした。

## エピソード
リーズ・ユナイテッドで大成功を収めたレヴィーだったが、イングランド代表監督での成績不振によりマスコミやイングランドのファンから非難を集め、1977年のワールドカップ予選中に監督を辞任。その後UAE代表監督に就任した際、契約に何ら不備があるわけでも無いのに一部メディアに「金に釣られイングランドを見限った裏切り者」と報道された。1986年古巣のリーズが2部リーグに降格したこともあってリーズへの復帰話が持ち上がり、複数の新聞紙がこのニュースを報じたが、過去の事柄を蒸し返したメディアの攻撃と一部ファンの反発に遭い、立ち消えとなっている。